# L'Entraîneur 4 : Saison 2002-2003
L'Entraîneur 4 : Saison 2002-2003 (Championship Manager 4) est un jeu vidéo de gestion sportive développé par Sports Interactive et édité par Eidos Interactive, sorti en 2003 sur Windows et Mac.

## Accueil
- Jeux Vidéo Magazine : 18/20[1]
- Jeuxvideo.com : 16/20[2]